# Спасо-Преображенский монастырь (Элвуд-Сити)
Спасо-Преображенский монастырь (англ. Monastery of the Transfiguration) — православный женский монастырь Румынской епископии Православной церкви в Америке в 4 км. к востоку от Элвуд-Сити, в штате Пенсильвания в США.

## История
В 1964 году рядом с Эливуд-Сити в Пенсильвании бывшей принцессой Илеаной Румынской была приобретена собственность, которую она в 1967 году, после принятия в Покровском монастыре во Франции монашества с именем Александра, определила для устроения женского монастыря. Основным языком для богослужений и общения сестёр стал английский. Возведённая в сан игуменьи монахиня Александра управляла обителью до 1981 года (скончалась в 1991 году и похоронена на монастырском кладбище). Духовную поддержку строящемуся монастырю оказал епископ Детройтский и Румынский Валериан (Трифа).
В 1981 году управление монастырём приняла игуменья Венедикта (Брага), но в 1987 году она с двумя сёстрами переехала в новосоздаваемый Успенский монастырь (Rives Junction, Michigan). В том же году управление обителью перешло к игуменье Христофоре (Матичак).
В настоящее время площадь монастыря составляет около 4 гектаров (100 акров). На территории расположена церковь в честь Преображения Господня, монашеские келии, два дома для приёма паломников, трапезная, библиотека, многофункциональный зал, домик для занятий с детьми, два маршрута терренкуров и монастырское кладбище.

## Настоятельницы
- Александра (Иссареску), игуменья (1967—1981)
- Венедикта (Брага) Benedicta (Braga), игуменья (1981—1987)
- Христофора (Матичак) Christophora (Matychak), игуменья (с 1987[2])